# Termokatoda
Termokatoda – katoda wysyłająca elektrony pod wpływem temperatury. Termokatoda podłączana jest do ujemnego bieguna napięcia zasilającego i stanowi ważny element wielu lamp elektronowych.

## Konstrukcja
Ze względu na konstrukcję, termokatody dzieli się na:
- żarzone bezpośrednio - element grzejny jest jednocześnie katodą
- żarzone pośrednio - katoda jest ogrzewana przez grzejnik elektrycznie od niej odizolowany

Termokatoda emituje elektrony pod wpływem nagrzania do wysokiej temperatury. Pierwsze termokatody budowano z wolframu. Wynikało to z wysokiej temperatury topnienia tego metalu. Termokatody wolframowe można mocno rozgrzać, co pozwala na zwiększenie termoemisji elektronów. Niestety praca wyjścia dla tego materiału jest większa niż dla innych metali, w wyniku czego ma małą emisyjność. Mała wydajność emisyjna termokatody wolframowej powoduje, że nie da się uzyskać więcej niż kilka miliamperów na wat zużytej do grzania mocy. Jednocześnie konstruktorom nie udało się zaprojektować termokatody wolframowej żarzonej pośrednio.
Wady termokatody wolframowej spowodowały opracowanie innych typów termokatod, czyli termokatody torowanej i tlenkowej. Termokatoda torowana zbudowana jest z drucika wolframowego z niewielką domieszką toru. Tor w czasie pracy katody dyfunduje na powierzchnię i pokrywa ją warstwą kilkuatomowej grubości. Termokatoda może być grzana do niższej temperatury, bo tor ma dużo niższą pracę wyjścia. W termokatodach torowanych można uzyskać znaczną oszczędność mocy żarzenia w stosunku do tych wykonanych z niedomieszkowanego wolframu.
Dalszą redukcję mocy żarzenia można uzyskać przez pokrycie termokatody tlenkami metali. Metodę tę stosuje się w termokatodzie tlenkowej, która dodatkowo może być wykonana jako katoda żarzona pośrednio. W takim przypadku ma postać rurki pokrytej z wierzchu warstwą tlenków z izolowanym grzejnikiem wewnątrz.
Wadami termokatod tlenkowych i torowanych jest konieczność utrzymywania stałej, optymalnej temperatury żarzenia. Zmiana temperatury skutkuje znacznym spadkiem trwałości termokatody, ponadto są (zwłaszcza termokatoda tlenkowa) nieodporne na pozostałości gazu w lampie.

## Zastosowania
Termokatody stosuje się jako źródła elektronów w różnych rodzajach lamp próżniowych np. triodach, pentodach, kineskopach, a także w lampach gazowanych takich jak gazotrony czy tyratrony.